# كأس الاتحاد الأوروبي 1993–94
كأس الاتحاد الأوروبي 1993–94 (بالإنجليزية: 1993–94 UEFA Cup)‏ هو الموسم الثالث والعشرون من بطولة كأس الاتحاد الأوروبي. أقيم بمشاركة 64 فريقاً.
حقق إنتر ميلان الإيطالي لقب البطولة للمرة الثانية في تاريخه بعد فوزه في النهائي على أوستريا سالزبورغ النمساوي بنتيجة 2-0 في مجموع المباراتين.